# Buntfalke

Verbreitungskarte; Jahresvogellebensraum in violett, Sommerlebensraum in braun; Winterlebensraum und Nichtbrutgebiet in cyan

Der Buntfalke (Falco sparverius), auch Amerikanischer Turmfalke genannt, ist ein Vogel aus der Familie der Falkenartigen (Falconidae). Die Art ähnelt in Aussehen und Verhalten dem auch in Mitteleuropa heimischen Turmfalken, ist jedoch kleiner und vor allem die Männchen sind deutlich bunter. Der Buntfalke bewohnt offene und halboffene Landschaften aller Art in großen Teilen Nord- und Südamerikas und ist auch im menschlichen Siedlungsbereich häufig. Er ist nicht gefährdet.

## Beschreibung
Buntfalken sind sehr kleine, aber kräftig gebaute Falken mit relativ großem Kopf und kurzen Beinen. Flügel und Schwanz sind relativ kurz, der Schwanz ist am Ende deutlich gerundet. Die Körperlänge beträgt 21–27 cm, die Flügelspannweite 52–61 cm. Ähnlich wie der Turmfalke zeigt auch der Buntfalke nur einen geringen reversen Geschlechtsdimorphismus bezüglich Größe und Gewicht, jedoch einen sehr ausgeprägten Geschlechtsdichroismus. Männchen erreichen etwa 90 % der Körpermaße der Weibchen. Adulte Männchen der Nominatform wiegen 97–120 g und haben eine Flügellänge von 173–203 mm. Adulte Weibchen der Nominatform erreichen ein Gewicht von 102–150 g und eine Flügellänge von 178–208 mm.

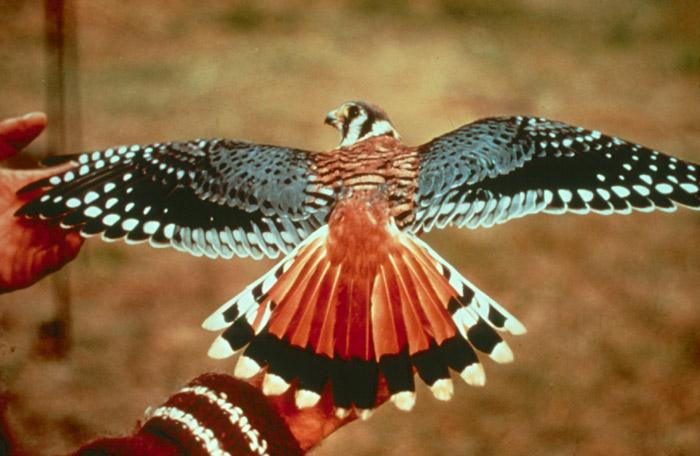
Adulter männlicher Buntfalke

Die Männchen sind farblich sehr ansprechend. Bei adulten Männchen der Nominatform ist die Oberseite von Rumpf und Schwanz überwiegend leuchtend rostrot. Rücken, Schultern und Schirmfedern sind auf diesem Grund kräftig schwarz gebändert. Der Schwanz hat eine breite schwarze Subterminalbinde und eine schmale weiße, graue oder rötliche Endbinde. Die äußeren Steuerfedern zeigen auf weißlichem Grund neben der schwarzen Endbinde zwei bis vier schwarze Querbinden. Die Oberflügeldecken sind auf kräftig grau-blauem Grund schwarz gefleckt. Die Schwungfedern sind oberseits schwärzlich und zeigen eine mehr oder weniger ausgeprägte weiße Fleckung. Die Unterflügeldecken und die Unterseite des Rumpfes sind cremefarben oder hell rötlich beige, zum Schwanz hin mehr weißlich. Die untere Brust und die Flanken sind dunkel gefleckt. Die Unterseite der Schwingen ist auf weißlichem Grund dunkelgrau gebändert, der Schwanz ist unterseits hell rötlich braun.
Der Oberkopf ist blaugrau und hat in der Mitte meist einen rotbraunen Fleck. Der rotbraune Nacken zeigt ein Occipitalgesicht mit zwei schwarzen runden Flecken und ist nach vorn durch einen breiten schwarzen Streifen begrenzt. Kopfseiten, Stirn und Kehle sind weiß mit einem kräftigen schwarzen Bartstreif unter dem Auge. Über dem Auge befindet sich ein schmaler weißer Brauenstreif.

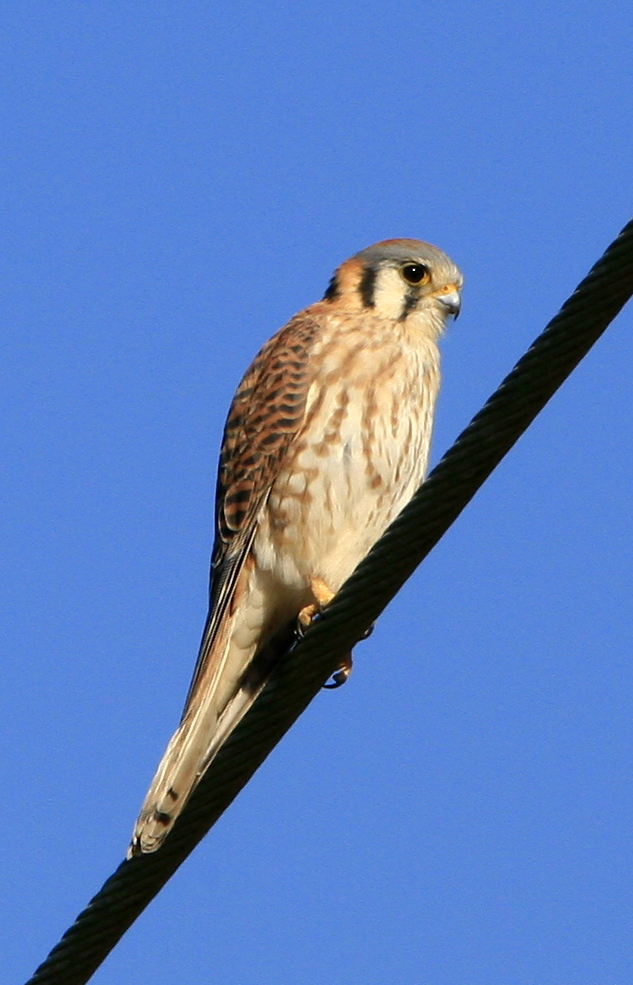
Weiblicher Buntfalke

Weibchen ähneln den Männchen, sind aber insgesamt viel weniger kontrastreich und bunt gefärbt. Ihnen fehlt die graublaue Färbung der Oberflügeldecken, diese sind wie Rücken, Schultern, Schirmfedern und Schwanz auf rostbraunem Grund schwärzlich gebändert. Die Unterseite ist cremefarben und rotbraun gestrichelt. Die Kopfzeichnung entspricht weitgehend der des Männchens, der Oberkopf ist jedoch mehr grau und dunkel gestrichelt.
Die Iris ist in allen Kleidern dunkelbraun, Augenring, Wachshaut und Beine gelb, die Krallen sind schwarz. Der Schnabel ist grauschwarz.

## Lautäußerungen
Die Art ist sehr ruffreudig, insbesondere während der Brutzeit. Häufigste Lautäußerung ist eine variabel schnelle Reihe von fünf oder mehr Rufen, die mit „kliii“ umschrieben wird und in verschiedenen Kontexten bei Erregung ertönt. Während der Balz erfolgen diese von beiden Partnern geäußerten Rufe schnell gereiht und steigen in der Tonhöhe an; bettelnde Weibchen oder Jungvögel rufen lauter und langgezogener.

## Verbreitung und Lebensraum
Das große Verbreitungsgebiet des Buntfalken umfasst weite Teile Nord- und Südamerikas. Es reicht in Nordamerika von der Nordgrenze der Taiga in Alaska und Kanada über fast die gesamten USA nach Süden bis in das zentrale Mexiko. Dort und weiter südlich in Mittelamerika ist die Verbreitung lückenhaft und auf die Gebirge im Landesinneren beschränkt. In Südamerika ist die Verbreitung unter Aussparung der Hochlagen der Anden, des Amazonasregenwaldes und der Tieflandregenwälder im Osten Brasiliens flächendeckend. Die Art hat außerdem alle größeren Inseln der Karibik besiedelt.
Der Buntfalke bewohnt ebenso wie der Turmfalke offene und halboffene Landschaften aller Art wie Wüsten und Steppen, Savannen, offenes Waldland, Sümpfe und landwirtschaftlich genutzte Bereiche bis hin zu Städten. Die Art kommt in Nordamerika von Meereshöhe bis in 4000 m vor, in den Anden bis 4300 m.

## Systematik
In dem großen Verbreitungsgebiet sind zahlreiche Unterarten beschrieben worden. Ferguson-Lees und Christie erkennen 17 Unterarten an, davon 5 in Nord- und Mittelamerika, vier insgesamt recht kleine Formen mit weitgehend reduziertem rotem Fleck auf dem Oberkopf in der Karibik und acht überwiegend recht blasse und kaum dunkel gefleckte Unterarten in Südamerika.
Das International Ornithological Committee akzeptiert folgende Unterarten:
- Falco sparverius sparverius Linnaeus, 1758[5] kommt von Alaska und Kanada über die USA bis ins westliche Mexiko vor.
- Falco sparverius paulus (Howe & King, L, 1902)[6] ist im südöstlichen Teil der USA verbreitet.
- Falco sparverius peninsularis Mearns, 1892[7] kommt im nordwestlichen Mexiko vor.
- Falco sparverius tropicalis (Griscom, 1930)[8] ist vom südlichen Mexiko bis ins nördliche Honduras verbreitet.
- Falco sparverius nicaraguensis Howell, TR, 1965[9] kommt im nordwestlichen Honduras und in Nicaragua vor.
- Falco sparverius sparverioides Vigors, 1827[10] ist auf den Bahamas und auf Kuba verbreitet.
- Falco sparverius dominicensis Gmelin, JF, 1788[11] kommt auf Hispaniola vor.
- Falco sparverius caribaearum Gmelin, JF, 1788[12] ist von Puerto Rico bis Grenada aud den Westindischen Inseln verbreitet.
- Falco sparverius brevipennis (Berlepsch, 1892)[13] kommt auf Aruba, auf Curaçao und Bonaire vor.
- Falco sparverius isabellinus Swainson, 1838[14] ist im östlichen Venezuela, den Guyanas und dem nördlichen Brasilien verbreitet.
- Falco sparverius ochraceus (Cory, 1915)[15] kommt im östlichene Kolumbien und dem nordwestlichen Venezuela vor.
- Falco sparverius caucae (Chapman, 1915)[16] ist im westlichen Kolumbien verbreitet.
- Falco sparverius aequatorialis Mearns, 1892[17] kommt im nördlichen Ecuador vor.
- Falco sparverius peruvianus (Cory, 1915)[18] ist im südwestlichen Ecuador, in Peru und dem nördlichen Chile verbreitet
- Falco sparverius cinnamominus Swainson, 1838[19] ist vom südöstlichen Peru über Paraguay, dem südöstlichen Brasilien im Bundesstaat Rio Grande do Sul und in Feuerland verbreitet.
- Falco sparverius fernandensis (Chapman, 1915)[20] ist auf Alejandro Selkirk und auf den Juan-Fernández-Inseln verbreitet.
- Falco sparverius cearae (Cory, 1915)[21] kommt im südlichen Brasilien vor.

## Jagdweise und Ernährung

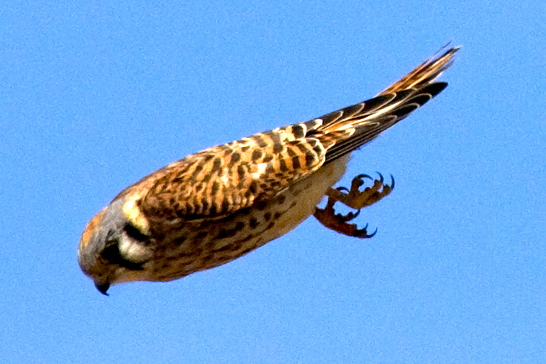
Weiblicher Buntfalke im Sturzflug auf eine Schlange am Boden

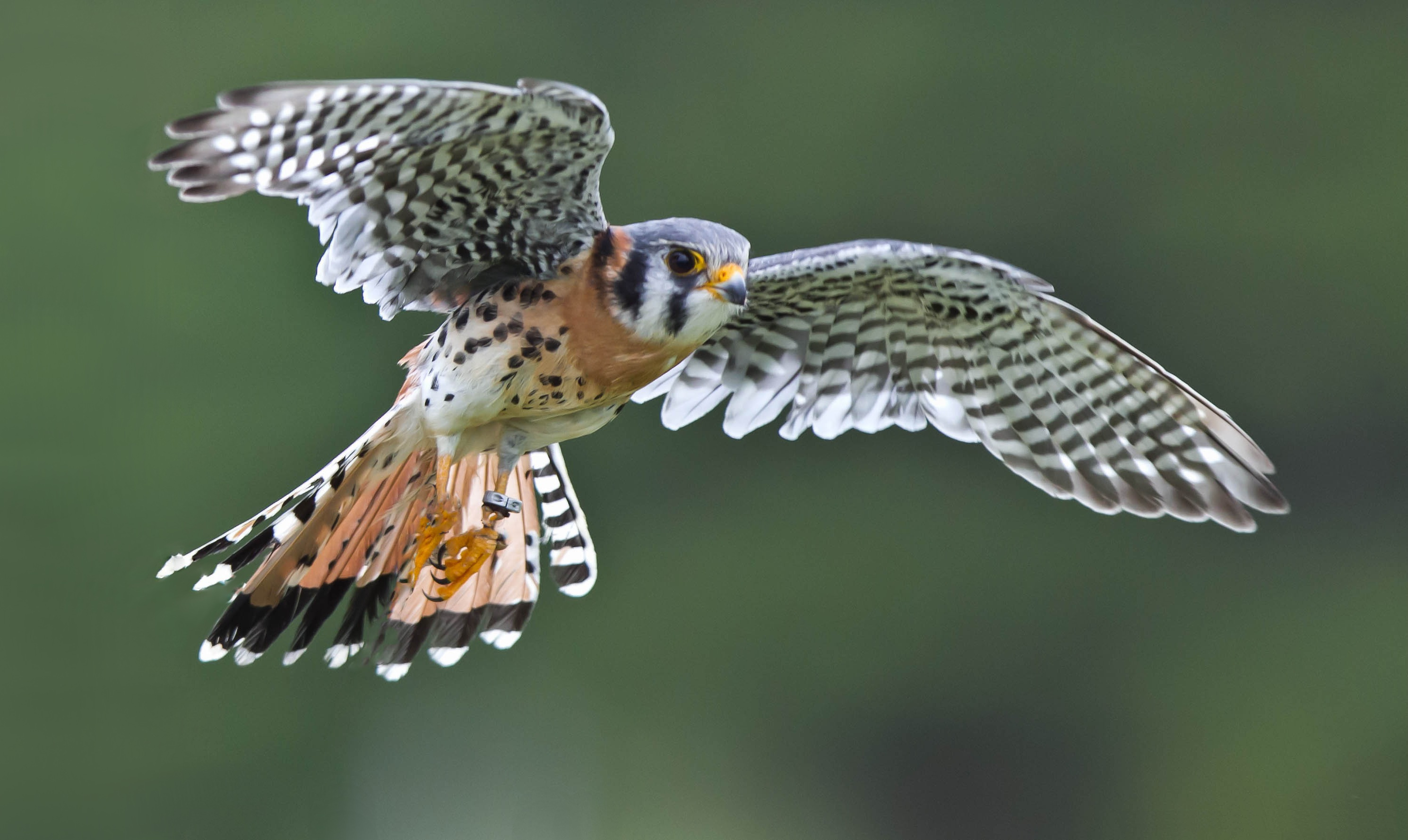
Rüttelnder männlicher Buntfalke

Buntfalken jagen vor allem von einem Ansitz aus oder rütteln über potenzieller Beute, weniger häufig ist die Fußjagd oder der schnelle Flug niedrig über dem Boden. Das genutzte Nahrungsspektrum ist sehr breit. Es besteht überwiegend aus Insekten, kleinen Säugetieren und Reptilien, seltener werden kleine Vögel, Amphibien, Flusskrebse (Astacoidea), Spinnen und Skorpione und sehr selten Aas gefressen. In den meisten Teilen des Verbreitungsgebietes sind Insekten die Hauptnahrung mit bis über 60 % aller Beutetiere, vor allem große Heuschrecken und Libellen, aber zum Beispiel auch Käfer und Raupen.

## Fortpflanzung

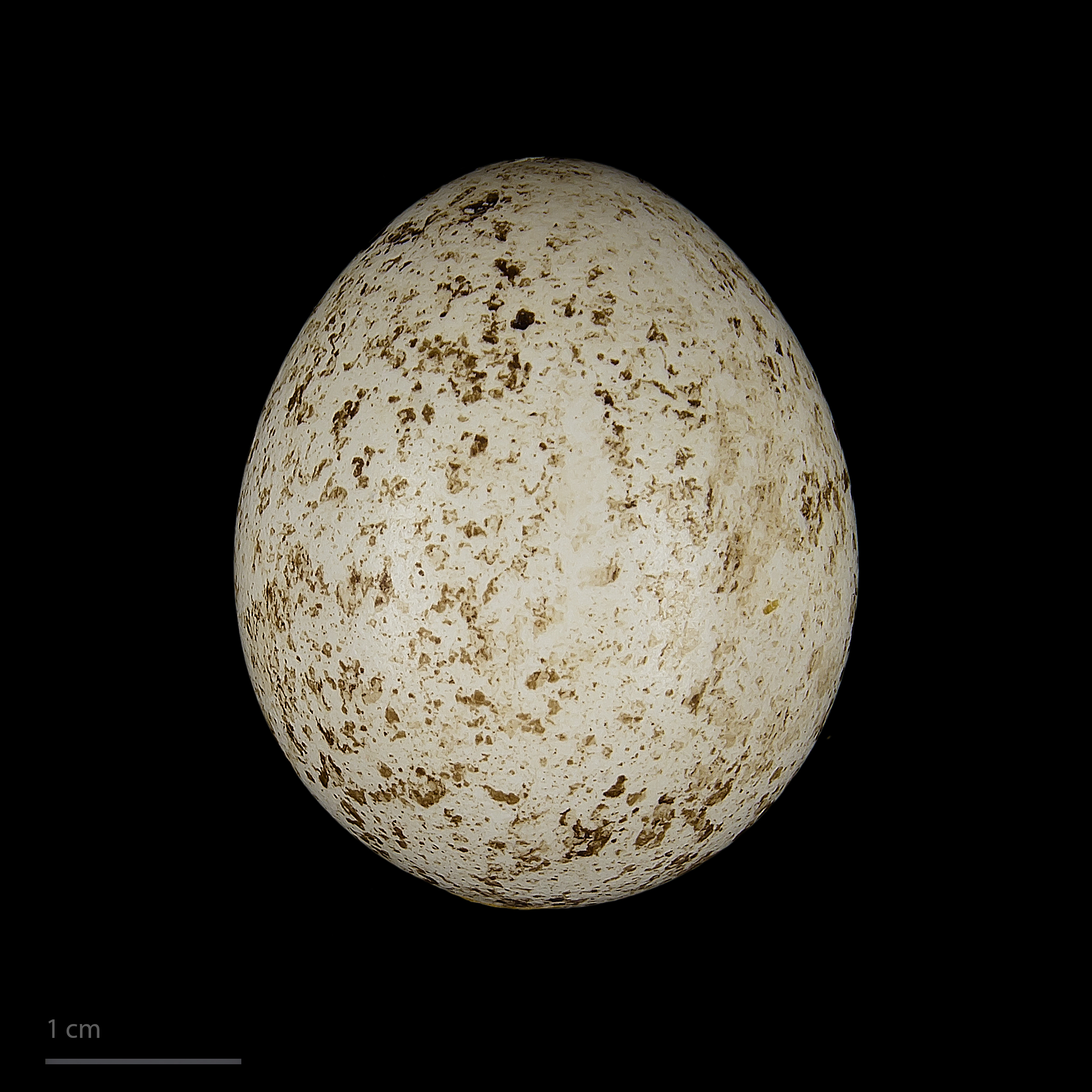
Ei eines Buntfalken (Museum von Toulouse)

Die Brutzeit ist je nach geografischer Lage des Vorkommens in dem riesigen Verbreitungsgebiet sehr unterschiedlich, sie reicht von Mai bis Juli an der Nordgrenze der Taiga in Nordamerika, von Januar bis August in der Karibik und von Oktober bis März im Süden Südamerikas. Die Art baut wie alle Falken keine Nester, der Eiablageplatz ist eine einfache Mulde. Buntfalken sind überwiegend Höhlenbrüter, die Bruthöhlen können in Bäumen, Kakteen, Holzmasten, Steilufern oder Felswänden sein. Sie nutzen häufig alte Spechthöhlen oder seltener Höhlen von Eisvögeln. Weniger häufig sind Brutplätze an Gebäuden unter Hausdächern, in Schornsteinen oder in Regenrinnen. Gelegentlich werden auch alte Vogelnester zur Brut genutzt, insbesondere die von Elstern. Sehr gerne werden Nistkästen akzeptiert.
Das Gelege besteht im Norden des Verbreitungsgebietes aus 2–7, meist 4–6 Eiern. Die Gelegegröße nimmt in Richtung der Tropen ab, in der Karibik sind es nur noch 2–4 Eier. Die Brutdauer beträgt 26–32 Tage, die Nestlingszeit 28–31 Tage. Die Jungvögel sind im Alter von zwei bis drei Wochen selbständig, manchmal auch erst nach einem Monat.

## Wanderungen
Im größten Teil ihres Areals sind Buntfalken Standvögel. Die nördlichsten Populationen in Alaska, im größten Teil von Kanada und im Norden der USA sind Zugvögel und überwintern offenbar überwiegend in Mittelamerika und in der Karibik. Der Abzug erfolgt im August und September, ab Ende März bis Anfang Mai kommen die Tiere wieder im Brutgebiet an. Weniger gut bekannt ist der Zug im Süden Südamerikas. Die Brutgebiete im Süden Chiles und Argentiniens sind jedoch im Winter der Südhalbkugel geräumt, die Tiere ziehen von dort über unterschiedliche Distanzen nach Norden. Irrgäste wurden mehrfach auf den Inseln im östlichen Atlantik und in Westeuropa nachgewiesen.

## Etymologie und Forschungsgeschichte
Die Erstbeschreibung des Buntfalke erfolgte 1758 durch Carl von Linné unter dem wissenschaftlichen Namen Falco sparverius. Als Verbreitungsgebiet gab er Amerika an. 1758 führte Linné auch die neue Gattung Falco ein. Der Begriff Falco leitet sich von lateinisch falco, falconis, falcon, flectere ‚Falke, krümmen‘ ab. Der Artname sparverius hat seinen Ursprung in lateinisch sparverius ‚Sperber‘. Tropicalis bezieht sich auf die Tropen, nicaraguensis auf Nicaragua, dominicensis auf die Dominikanische Republik, caribaearum auf die Karibik, caucae auf das Departamento del Cauca, aequatorialis auf Ecuador, peruvianus auf Peru, ceara auf Ceará und fernandensis auf die Juan-Fernández-Inseln. Paulus hat seinen Ursprung in lateinisch paulus ‚klein‘, peninsularis in lateinisch paeninsularis, peninsularis, paeninsula, peninsula ‚von der Halbinsel, Halbinsel‘ und setzt sich aus lateinisch paene ‚fast, nahe‘ und lateinisch insula ‚Insel‘ zusammen, sparverioides in lateinisch sparverius ‚Sperber‘ und -οιδης -oidēs, deutsch ‚ähnlich‘, brevipennis in lateinisch brevis ‚kurz‘ und lateinisch -pennis, penna ‚-flüglig, Feder‘, isabellinus von lateinisch isabellinus ‚isabellfarben, blass grau-gelb‘, ochraceus in ωχρα ōkhra bzw. lateinisch ochraceus  ochraceous, ochra ‚oker, okerfarben‘ und cinnamominus in κινναμωμον, κινναμον cinnamōmon, cinnamon, deutsch ‚zimtfarben‘ bzw. lateinisch cinnamomum, cinnamum ‚zimtfarben‘. Alfred Laubmann hatte für sein Werk Die Vögel von Paraguay neun Bälge, gesammelt durch Hans Krieg (1888–1970) und Eugen Josef Robert Schuhmacher (1906–1973) aus dem Bergland des Río Apa bei San Luis de la Sierra im Departamento Concepción, aus Independencia, aus Nueva Germania und aus Puerto Casado im Gran Chaco, zur Verfügung. Laubmann sah in F. s. cinnamominus und Falco sparverius australis Ridgway, 1870 gleich zwei mögliche Unterarten für das Land. F. s. australis wurde 1931 durch Falco sparverius eidos durch James Lee Peters ersetzt, da Falco australis Gmelin, JF 1788 für den Falklandkarakara belegt war. Sowohl F. s. eidos als auch F. s. australis gelten heute als Synoyme zu F. s. cearae. In der Literatur sah Laubmann an der Estancia Ytanu durch John James Dalgleish, am Unteraluf des Río Pilcomayo durch John Graham Kerr, in Villarrica, Valenzuela und Ajos durch Tommaso Salvadori, in Sapucai durch Charles Chubb, im Departamento Alto Paraná durch Arnaldo de Winkelried Bertoni und in Puerto Pinasco im Departamento Presidente Hayes durch Alexander Wetmore Nachweise für das Land. Zusätzlich erwähnte Laubmann Alconcillo del ñacurutú von Félix de Azara. Gelegentlich findet man ihn in älterer Literatur in den Gattung Cerchneis Boie, 1826 und Tinnunculus Vieillot, 1808 eingeordnet.

## Bestand und Gefährdung
Der Buntfalke ist der mit Abstand häufigste und am weitesten verbreitete Falke Amerikas. Der Bestand Nordamerikas wurde in den 1990er Jahren auf 1,2 Mio. Brutpaare geschätzt, den Weltbestand schätzen Ferguson-Lees und Christie auf mindestens 1,5 Mio. Brutpaare und mindestens 4 Mio. Individuen. Zum Ende des 20. Jahrhunderts ist der Bestand in der östlichen Hälfte der USA zum Teil rückläufig gewesen, die Art ist insgesamt laut IUCN jedoch weltweit ungefährdet.